# موریس مونیو
موریس مونیو (فرانسوی: Maurice Monniot‎؛ زادهٔ) دوچرخه‌سوار اهل فرانسه است.